# Tjiprovtsi
Tjiprovtsi (bulgariska: Чипровци) är en ort i Bulgarien.   Den ligger i kommunen Obsjtina Tjiprovtsi och regionen Montana, i den västra delen av landet, 80 km norr om huvudstaden Sofia. Tjiprovtsi ligger 487 meter över havet och antalet invånare är 2 080.
Terrängen runt Tjiprovtsi är kuperad åt nordost, men åt sydväst är den bergig. Runt Tjiprovtsi är det glesbefolkat, med 11 invånare per kvadratkilometer.. Tjiprovtsi är det största samhället i trakten.
I omgivningarna runt Tjiprovtsi växer i huvudsak lövfällande lövskog.